# BlueTalon
BlueTalon es una empresa de software que brinda seguridad centrada en datos, control de acceso de usuarios, enmascaramiento de datos y soluciones de auditoría para entornos de datos complejos e híbridos. BlueTalon se fundó en 2013 y tiene su sede en Redwood City, California. En 2019 fue adquirido por la corporación Microsoft.

## Historia
La tecnología de control de acceso de usuarios de la compañía surgió de una serie de tendencias tecnológicas convergentes que impulsaron la necesidad de una mayor seguridad centrada en los datos.
Estas tendencias incluyen:
- La creciente cantidad de datos que las empresas recopilan para administrar sus negocios.[3]

- La aparición de tecnologías innovadoras de bases de datos, como Hadoop y NoSQL, que proporcionan a las empresas un medio económicamente viable para recopilar grandes cantidades de información estructurada y no estructurada.[4]

- El flujo continuo de ataques cibernéticos que conduce a violaciones de datos más grandes y perjudiciales.

- La rápida adopción de la computación en la nube que presiona a las empresas a repensar dónde implementan los recursos informáticos y de datos.

## Fondos
Anteriormente BlueTalon fue una propiedad privada y está respaldado por Maverick Ventures, Signia Venture Partners, Data Collective, Arsenal Ventures, Biosys Capital, Bloomberg Beta, Stanford-StartX Fund, Divergent Ventures y Berggruen Holding.

## Tecnología
BlueTalon, Inc. adopta un enfoque de seguridad centrado en los datos, donde el foco está en asegurar los datos en sí mismos en lugar de la red utilizada para acceder a los datos o los servidores que los alojan. El objetivo del enfoque es escalar la protección de datos, garantizar la coherencia de las políticas de acceso a datos en entornos de datos complejos e híbridos que incluyen la nube, cumplir con el cumplimiento normativo y permitir que el negocio brinde a los usuarios finales acceso a los datos que necesitan para realizar sus tareas.[cita requerida]
La tecnología BlueTalon desacopla la creación y gestión de políticas de seguridad de la aplicación de estas políticas en repositorios de datos. La arquitectura subyacente flexible y escalable coincide con la complejidad de los entornos empresariales grandes de la actualidad (la investigación muestra que la mayoría de las empresas utilizan más de 50 fuentes de datos diferentes para su entorno analítico).
Este enfoque de seguridad permite admitir una variedad de tecnologías de bases de datos, incluidas Apache Hadoop, Apache Spark, bases de datos NoSQL como Cassandra y repositorios tradicionales basados en SQL y se pueden implementar en las instalaciones o en nubes privadas y públicas.[cita requerida]
La plataforma de seguridad centrada en datos BlueTalon aplica las reglas de usuario y las políticas de acceso a datos definidas centralmente por el personal de seguridad a todas las solicitudes de datos realizadas por aplicaciones y usuarios para devolver solo un conjunto de datos que cumpla con las políticas. Las capacidades de enmascaramiento de datos dinámicos evitan que los datos no visibles sean visibles por usuarios no autorizados. La auditoría permite al personal de seguridad monitorear el uso de datos directamente en la capa de datos para el cumplimiento y el comportamiento inusual.

## Partnership
BlueTalon se ha asociado con empresas de big data y computación en la nube, como los proveedores de distribución comercial de Hadoop y DataStax para ayudar a acelerar la adopción de big data en la empresa y eliminar la seguridad como una barrera para la adopción. BlueTalon anunció su asociación y certificación por Cloudera en agosto de 2015.
En julio de 2015, BlueTalon anunció su asociación con Microsoft para la entrega de seguridad centrada en datos para el despliegue de Hadoop en Microsoft Azure HDInsight. BlueTalon también está disponible para los clientes de Amazon Elastic mapReduce. A través de estas asociaciones, los clientes conjuntos podrán integrar más rápidamente la seguridad centrada en los datos en la implementación de sus iniciativas de big data o data lake.